# Frédéric Cuvier

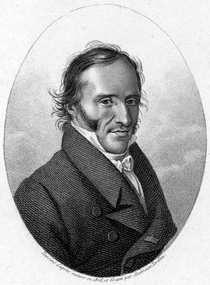
Frédéric Cuvier

Frédéric Georges Cuvier, född 28 juni 1773 i Montbéliard, död 24 juli 1838 i Strasbourg, var en fransk zoolog och paleontolog. Han var yngre bror till Georges Cuvier, som räknas som paleontologins grundare.
Cuvier utbildades i början i födelsestaden till urmakare. Efter inbjudan av hans bror flyttade han 1797 till Paris. Där blev naturvetenskaperna hans huvudsysselsättning. Han utforskade till exempel den av Alessandro Volta upptäckta galvaniska cellen tillsammans med Jean Baptiste Biot.
1804 blev han föreståndare för den zoologiska avdelningen av Frankrikes naturhistoriska museum (Muséum national d'histoire naturelle) i Paris. Från och med 1816 utgav han tidningen Dictionnaire des sciences naturelles. Han utnämndes 1831 till generalinspektor för Frankrikes universitet och högskolor. 1837 bildades vid naturhistoriska museet en fakultet för jämförande fysiologi där Cuvier blev ledare och 1838 blev han hela museets ledare. Han valdes som utländsk ledamot i Royal Society.
Han föredrog forskningar angående djurens beteende och djurens intelligens.
F. Cuvier används som auktorförkortning och för brodern Georges används Cuvier.
En gasell, Gazella cuvieri, är uppkallad efter Frédéric Cuvier.

## Verk (urval)
- Histoire naturelle des mammifères avec des figures originales coloriées, dessinées d’après les animaux vivants (med Étienne Geoffroy Saint-Hilaire; 1819-1842)
- Des dents des mammifères considérées comme caractères zoologistes, 1825
- De l’Histoire naturelle des cétacés, 1836